# Talk (album)
A Talk a Yes nagylemeze, a tizennegyedik a sorban. A felállás megegyezik az 1983-tól 1989-ig aktívval, mivel az Unionon szereplő Steve Howe, Rick Wakeman és Bill Bruford hamarosan újra kilépett az 1992-es lemezt követően.
A Talk az utolsó albuma az együttesnek, melyen Trevor Rabin és Tony Kaye szerepelt, emellett az első olyan lemez, melyet egy független kiadónál adtak ki, nem pedig az Atlantic Recordsnál.
Nem sokkal a kiadás után egy hatodik tag is csatlakozott a Yeshez Billy Sherwood személyében.

## A zene
Rabin volt a producer, átvette az irányító szerepet: megpróbálta visszahozni a Yes zenéjébe a gitárhangzást, ő maga írta a dalokat, még Squire basszusgitár-témáiból is van, amit ő szerzett (Sguire kisebb bosszúságára).

## Számok
1. The Calling – 6:56
2. I Am Waiting – 7:25
3. Real Love – 8:49
4. State of Play – 5:00
5. Walls – 4:57
6. Where Will You Be – 6:09
7. Endless Dream:

I. Silent Spring – 1:55
II. Talk – 11:55
III. Endless Dream – 1:53
2002-es bónuszszám:
1. The Calling (Speciális változat) – 8:08

## Közreműködő zenészek
- Jon Anderson – ének
- Chris Squire – basszusgitár
- Trevor Rabin – gitár
- Alan White – dob
- Tony Kaye – billentyűs hangszerek